# タマノイ酢
タマノイ酢株式会社（タマノイす、Tamanoi Vinegar Co.,Ltd.）は、大阪府堺市堺区に本社を置く、酢の醸造・販売を中心とした食品メーカー。1907年創業。

## 概要
堺ではその昔から「和泉酢」という黒酢の製造方法が伝承され、16世紀末期に「玉廼井（たまのい）」という商標が使用されるようになった。1893年には、アメリカ・シカゴで開催されたシカゴ万国博覧会で名誉金牌賞を受け「名誉金牌玉廼井」といわれるようになった。
1907年に、大阪府下の酢蔵5社の集まりにより、大阪造酢合名会社として創業され（後に1918年に大阪造酢株式会社に改組し、これを法人設立年としている）、1963年に「タマノ井酢株式会社」に社名を変更。1994年に社名登記を「タマノイ酢株式会社」と変更して現在に至る。
1958年、ベルギー・ブリュッセルで開催されたブリュッセル万国博覧会に日本の酢代表としてタマノイ酢が出品された。1970年に大阪・千里丘陵で開催された日本万国博覧会では食酢業界で唯一生活産業館に出展した。
1984年には食酢で初めて、製造工程の際に火入れをしない「生の酢」の製品化に成功した。
食酢以外の商品として、世界初の粉末酢「すしのこ」（1963年発売のロングセラー商品）や黒酢を飲料にした「はちみつ黒酢ダイエット」などがある。
「はちみつ -」は1996年に発売開始、当初は全く売れなかったが、ブーム到来を予測して広告宣伝費を投じたことで全国的に大ヒットし、現在では同社を代表する商品となっている。
本社は堺市堺区にあるが、工場・研究所は奈良県大和郡山市に所在（1968年に堺市から移転）する。
近年はスポーツ事業に協賛するようになり、神戸製鋼コベルコスティーラーズ（ラグビー・トップリーグ）、セレッソ大阪（Jリーグ）、オリックス・バファローズ（プロ野球・パシフィック・リーグ）のオフィシャルスポンサーとしてユニフォーム（オリックス除く）や試合会場への看板掲示、黒酢飲料類の提供を行っている。また、2000年から2004年まで協賛していた全国高校野球選手権大会中継（朝日放送・他スカイ・Aでも中継）のほか、2000年 - 2003年にはタマノイよみうりオープンゴルフトーナメントに協賛したりもしている。

## 備考
- 2010年3月まで、テレビ朝日系列全国ネット番組『サンデープロジェクト』のスポンサーをしていた。当番組の終了以降、提供番組は無し。
- 1980年代半ばまで、地元堺を走る阪堺電気軌道（路面電車）に、車体広告を出していた（白色と黄色の波しぶきに、赤い文字で、すしのこ・キンパイ）。

## 事業所

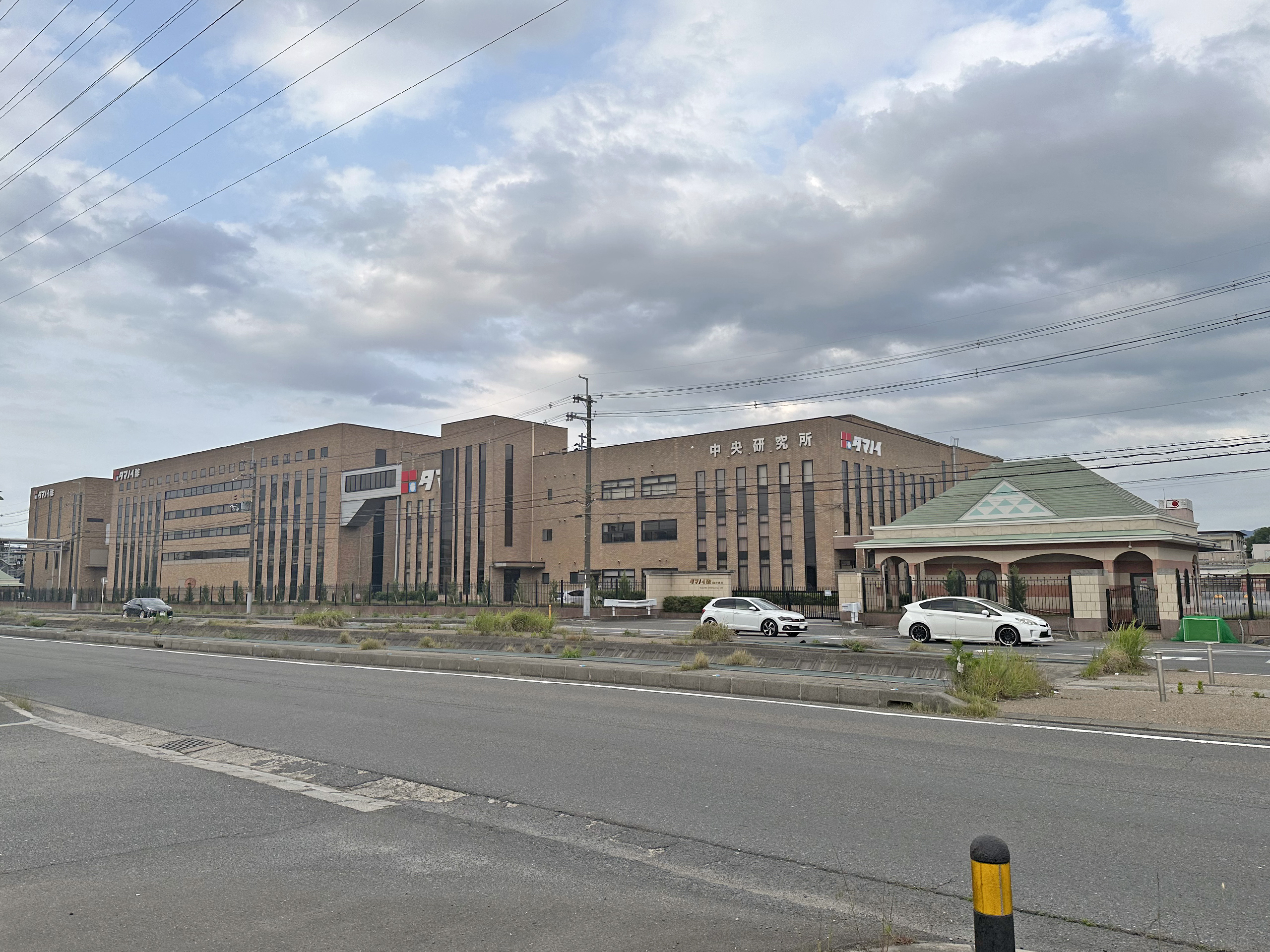
工場

- 本社 - 大阪府堺市堺区車之町西1-1-32
- 大阪支店 - 大阪府堺市堺区車之町西1-1-25
- 工場・中央研究所 - 奈良県大和郡山市西町100
- 東京本部 - 東京都新宿区西新宿1-25-1 新宿センタービル44階
- 東京支店 - 東京都新宿区西早稲田3-13-4
- 札幌営業所 - 北海道札幌市清田区清田1条1丁目4-30 石田ビル4F
- 仙台営業所 - 宮城県仙台市若林区卸町4-3-9 バイパス斉喜ビル212号
- 名古屋営業所 - 愛知県名古屋市中村区則武1-10-6 側島第1ノリタケビル304号
- 広島営業所 - 広島県広島市西区西観音町1-21 西原ビル402号
- 福岡営業所 - 福岡県福岡市博多区博多駅南2-1-26 一倉ビル208号
- 北陸駐在所 - 石川県金沢市本町1-5-1 リファーレ

上記のほか、シンガポール、ニューヨークに海外現地法人を置いている。

## 主な商品
ここでは一般家庭向けの商品について記述。

### 食酢
- 穀物酢
- ヘルシー穀物酢
- 米酢
- ヘルシー米酢
- 金の酢
- マイルド酢
- 五穀酢
- 黒酢
- バルサミコ酢
- りんご酢

他

### 調味料
- すしのこ（寿司専用の粉末酢）
- パーポー（八宝菜の素）
- 酢豚の素
- エビチリの素

他

### 飲料
- はちみつ黒酢ダイエット
- はちみつ黒酢ブルーベリーダイエット
- はちみつりんご酢ダイエット
- はちみつプルーン酢ダイエット
- はちみつうめダイエット
- まるでのどあめ
- 黒酢30Diet
- はちみつローヤルPlus黒酢
- 酢もみい

他

## テレビ番組
- 日経スペシャル カンブリア宮殿 おいしい！ヘルシー！ユニーク商品を連発する 老舗が生んだチームワーク経営術の全貌！（2017年5月11日、テレビ東京）[3]

## 過去の提供番組
- 激論!クロスファイア（BS朝日）
- サンデープロジェクト（テレビ朝日・朝日放送共同制作）
- 上沼恵美子のおしゃべりクッキング（朝日放送制作・テレビ朝日系列）

## CM出演者

### 過去
- 広末涼子 - 「はちみつ黒酢ダイエット」（2000年）
- 吉本多香美&黒部進 - 「はちみつ黒酢ダイエット」。親子競演。この時、黒部の胸にカラータイマーが付いていた（ウルトラシリーズのパロディ）。
- 田崎真也